# Cezais
Cezais – miejscowość i gmina we Francji, w regionie Kraj Loary, w departamencie Wandea.
Według danych na rok 1990 gminę zamieszkiwało 287 osób, a gęstość zaludnienia wynosiła 23 osób/km² (wśród 1504 gmin Kraju Loary Cezais plasuje się na 994. miejscu pod względem liczby ludności, natomiast pod względem powierzchni na miejscu 897.).